# Mirakulösa medaljen

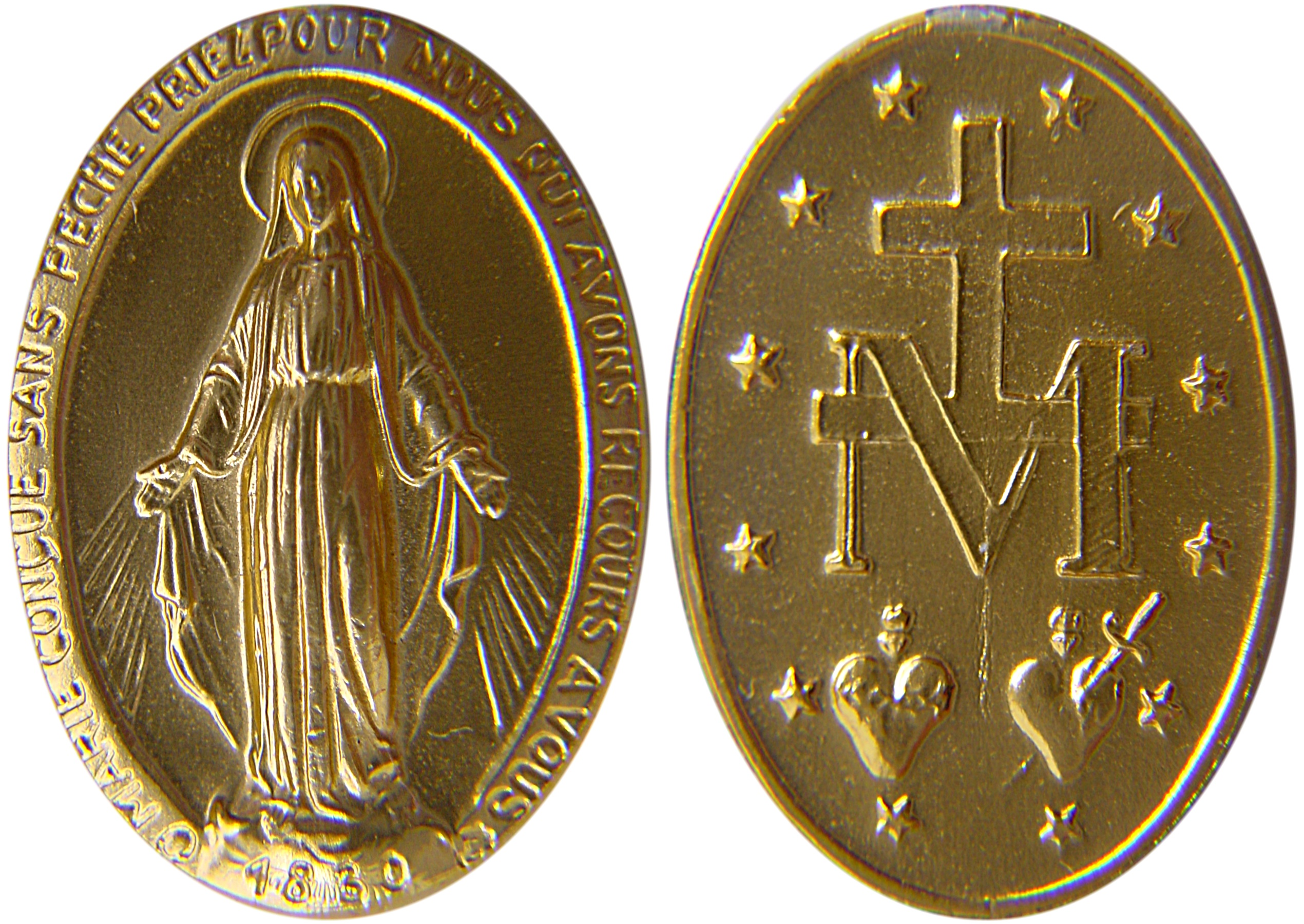
Mirakulösa medaljen.

Mirakulösa medaljen (franska: Médaille miraculeuse), även känd som Den Obefläckade avlelsens medalj, är en medaljong i design ursprungligen av nunnan och helgonet Catherine Labouré efter hennes Mariauppenbarelse samt slutförd av guldsmeden Adrien Vachette.